# Fujinomiya
Fujinomiya (富士宮市 Fujinomiya-shi?) es una ciudad de la prefectura de Shizuoka, Japón. Se ubica en una meseta en el corazón geográfico de la prefectura entre 35 a 3 336 m s. n. m. con una temperatura media de 15C. Su área es de 388 km² y su población total es de 131 741 (2012).